# 陳開沚
陳開沚（1855年—1926年），又名陳宛溪，四川省三台县客家人。是當時的蠶業鉅子，著有《裨農最要》等不少有關養蠶的著作。